# Passerelle des Anciennes-Glacières
La passerelle des Anciennes-Glacières est un pont métallique piétonnier situé à Strasbourg dans le quartier historique et touristique de la Petite France. 

## Situation et accès

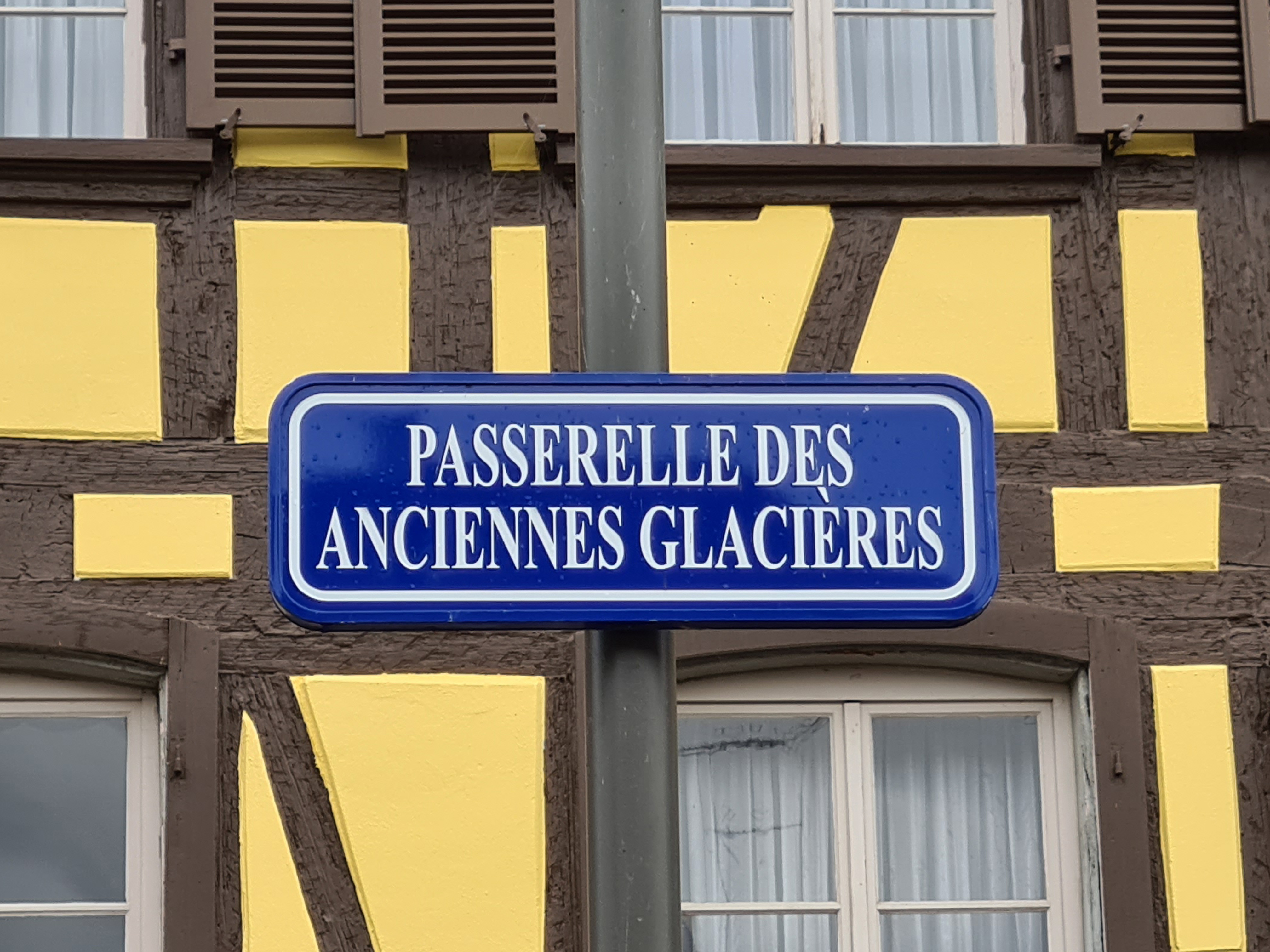
Plaque.

Depuis l'ancien chemin de halage longeant les berges de l'Ill, un affluent du Rhin, elle permet de rejoindre la place Benjamin-Zix, en longeant les façades arrière de la rue des Dentelles, qui donnent sur le canal de navigation de l'Ill, un affluent du Rhin.

C'est un axe de circulation important pour les habitants du quartier et les touristes. 

## Histoire

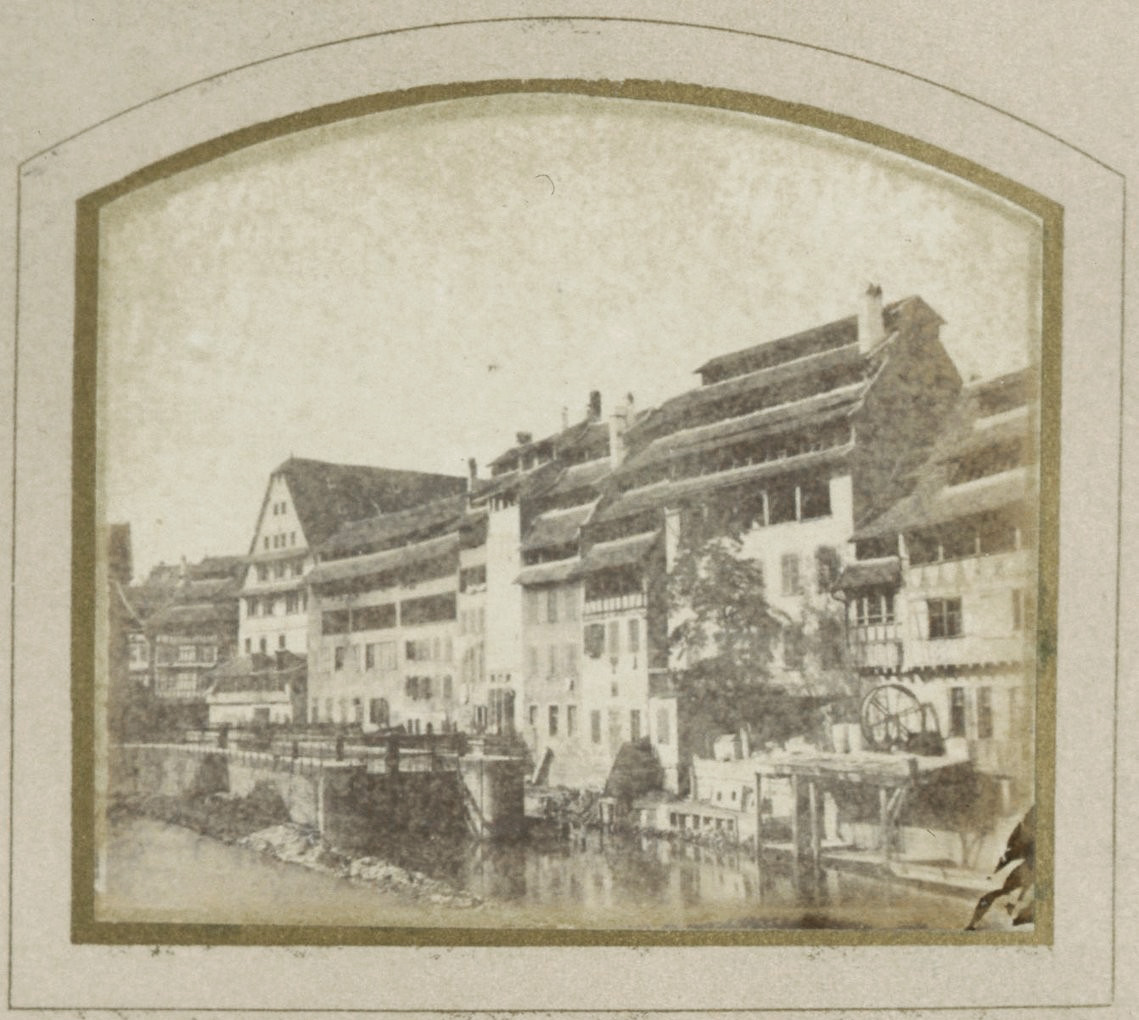
L'écluse en 1869, sans passerelle.

L'ancienne passerelle en acier, d'une longueur de 31 m, datait de la fin du XIXe siècle et n'était plus assez sûre pour les piétons. Elle est fermée en 2014, puis déconstruite deux ans plus tard. La nouvelle passerelle a été inaugurée le 7 juillet 2018.

## Origine du nom
Au cours du projet elle a d'abord été désignée comme « passerelle de la Glacière » mais quelques mois plus tard elle a été nommée « passerelle des Anciennes-Glacières ». Ce nom lui a été attribué en référence aux anciennes Glacières de Strasbourg, une usine de froid artificiel en activité de 1897 à 1990, reconvertie en un hôtel cinq étoiles.
Auparavant elle était désignée comme la « passerelle de la Petite-France » ou la « passerelle de l'Écluse».

## Caractéristiques
Métallique, la structure mesure 33 mètres de long et pèse 43 tonnes.

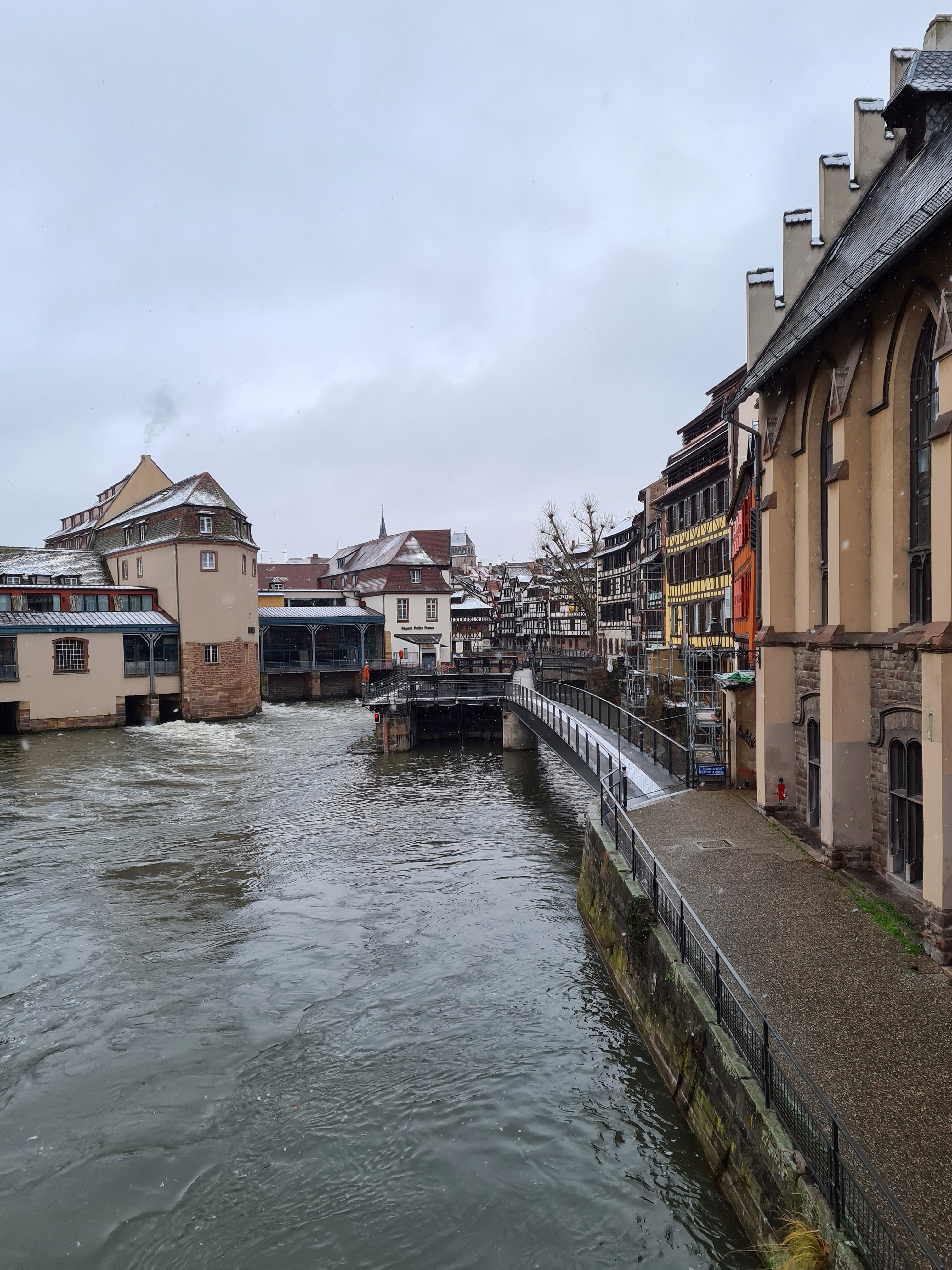
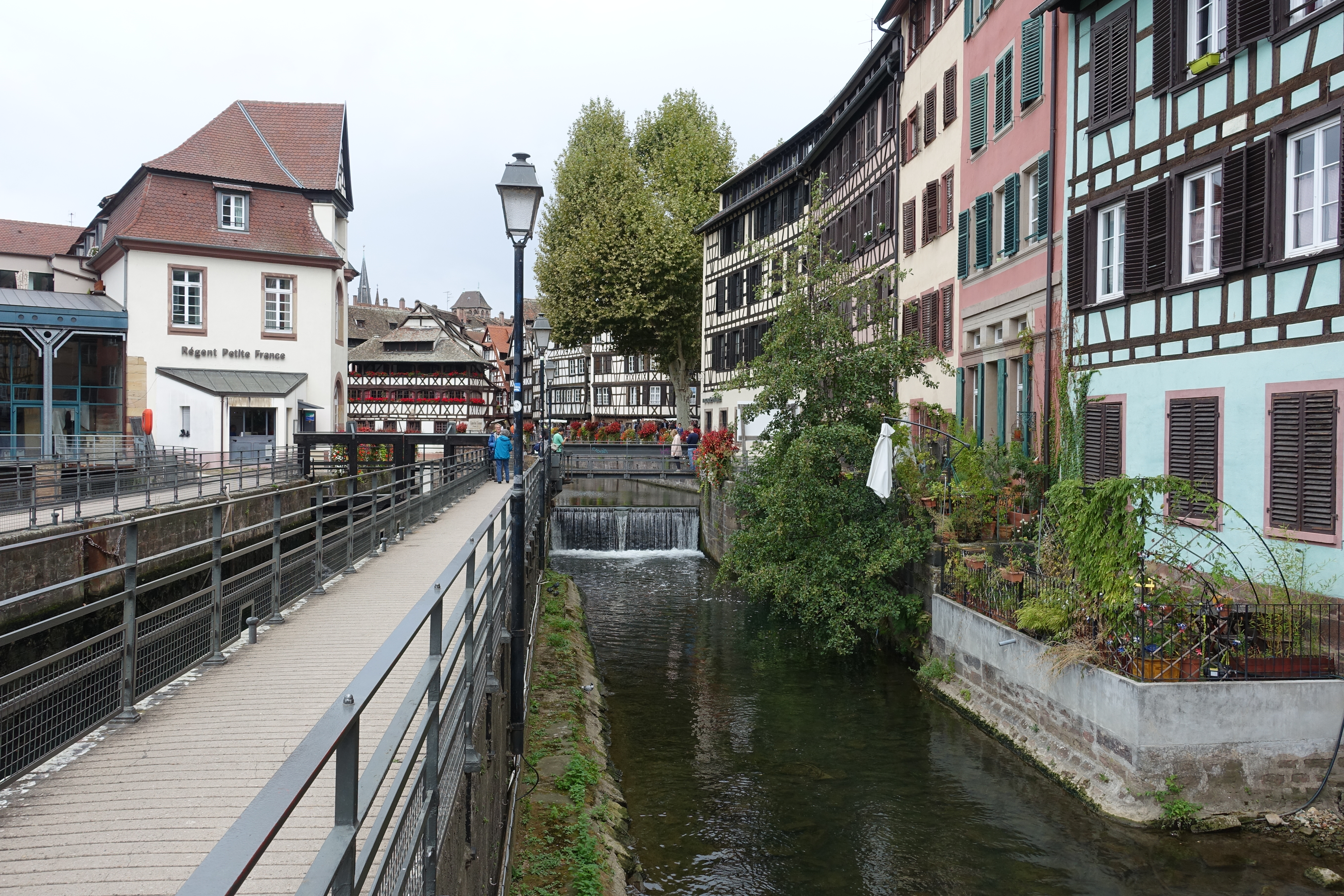
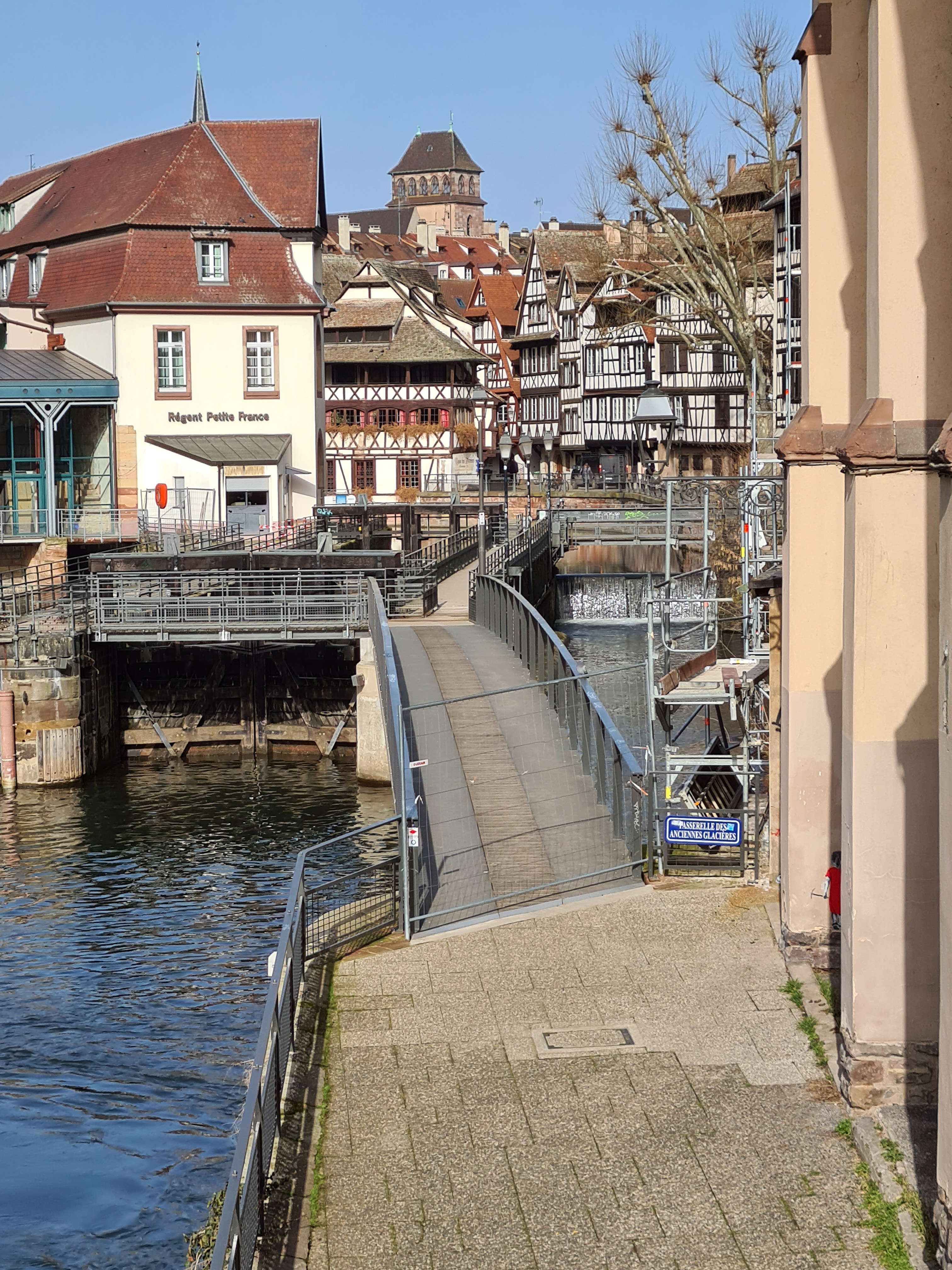
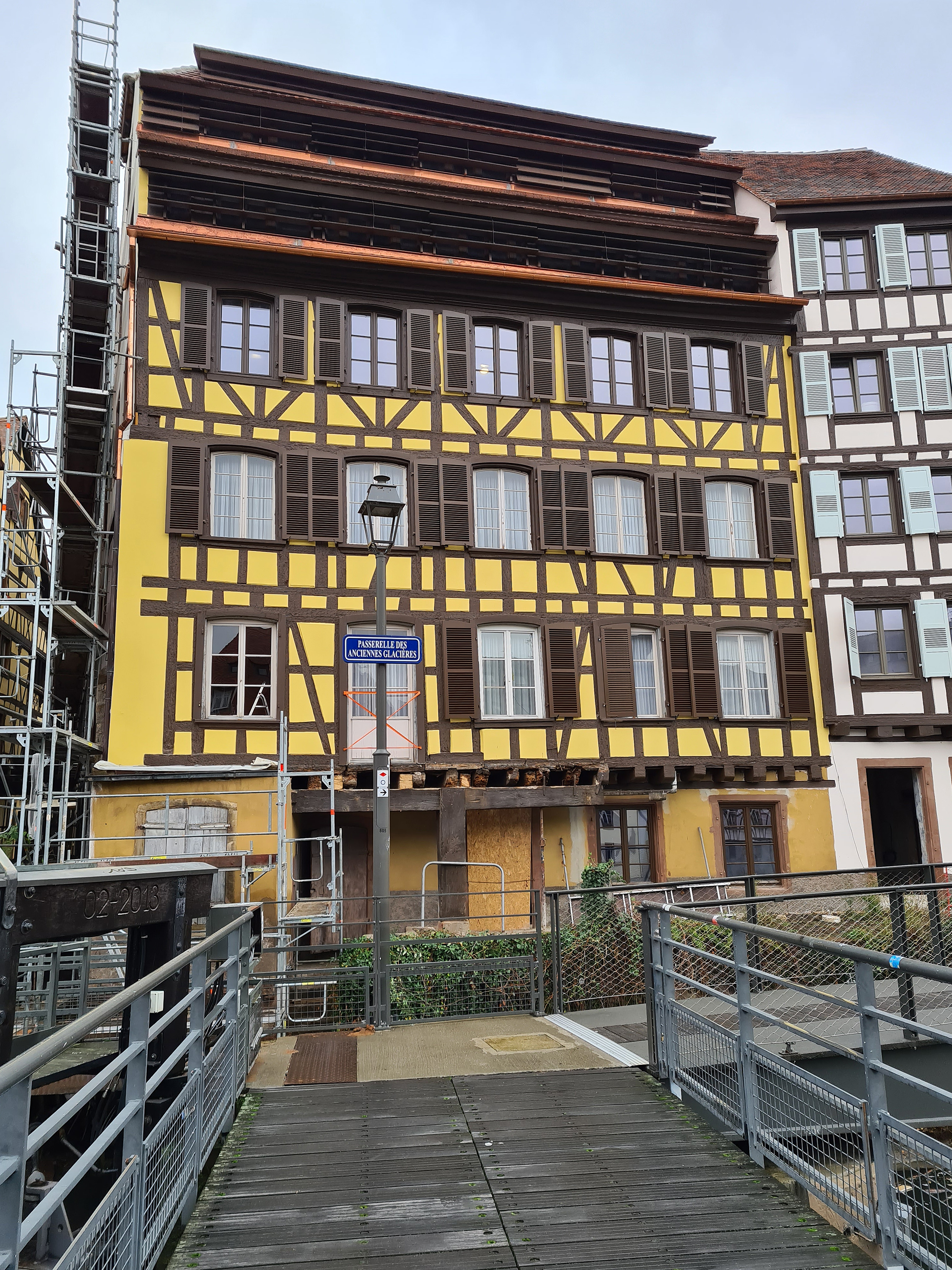